# Dendronephthya punicea
Dendronephthya punicea is een zachte koraalsoort uit de familie Nephtheidae. De koraalsoort komt uit het geslacht Dendronephthya. Dendronephthya punicea werd in 1888 voor het eerst wetenschappelijk beschreven door Studer. 